# Färingsö
Färingsö est une île située sur le lac Mälar, dans la commune d'Ekerö, à environ 10 km à l'ouest de Stockholm, Suède.